# Franz-Mehring-Haus (Leipzig)

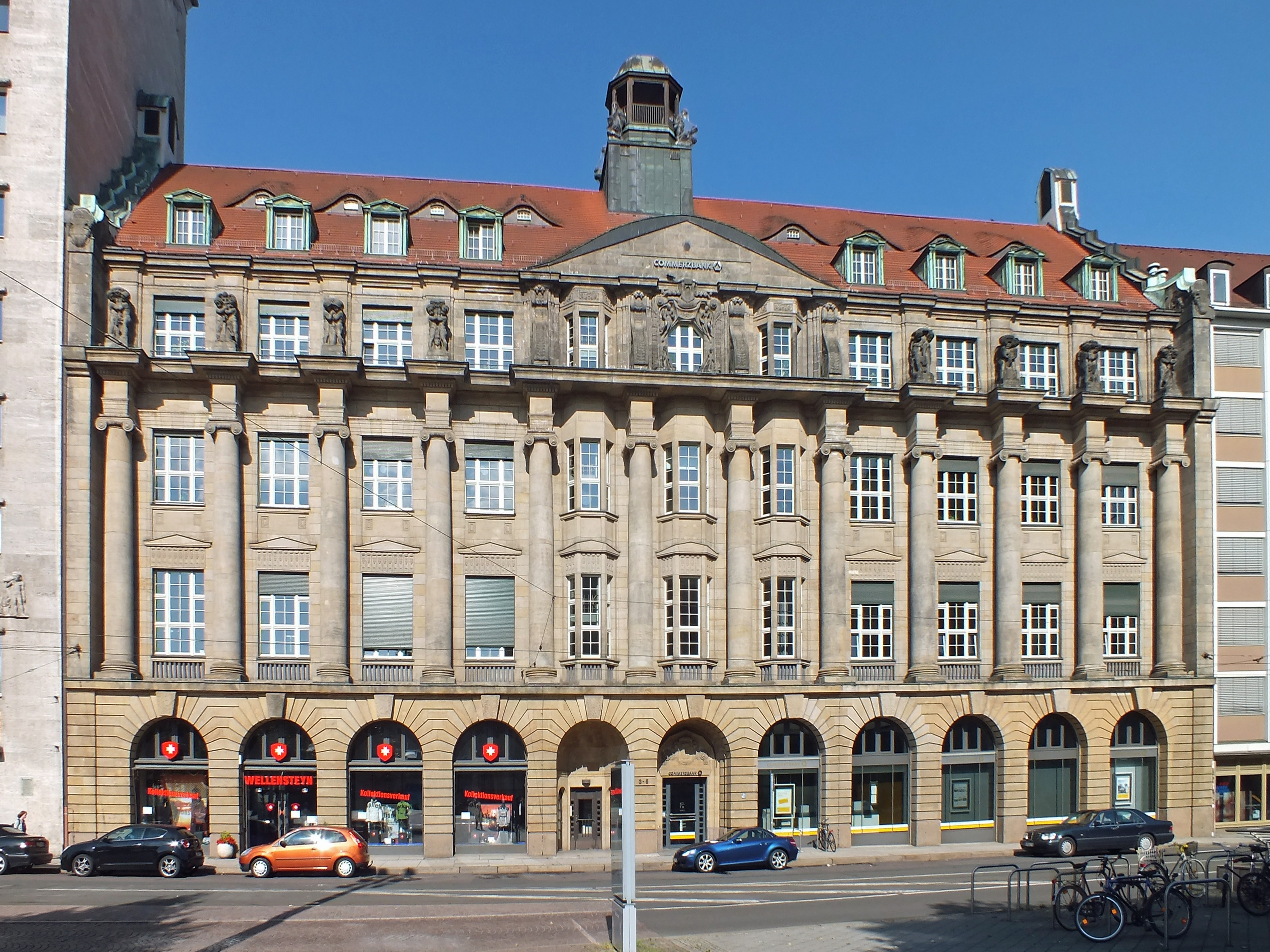
Franz-Mehring-Haus (2013)

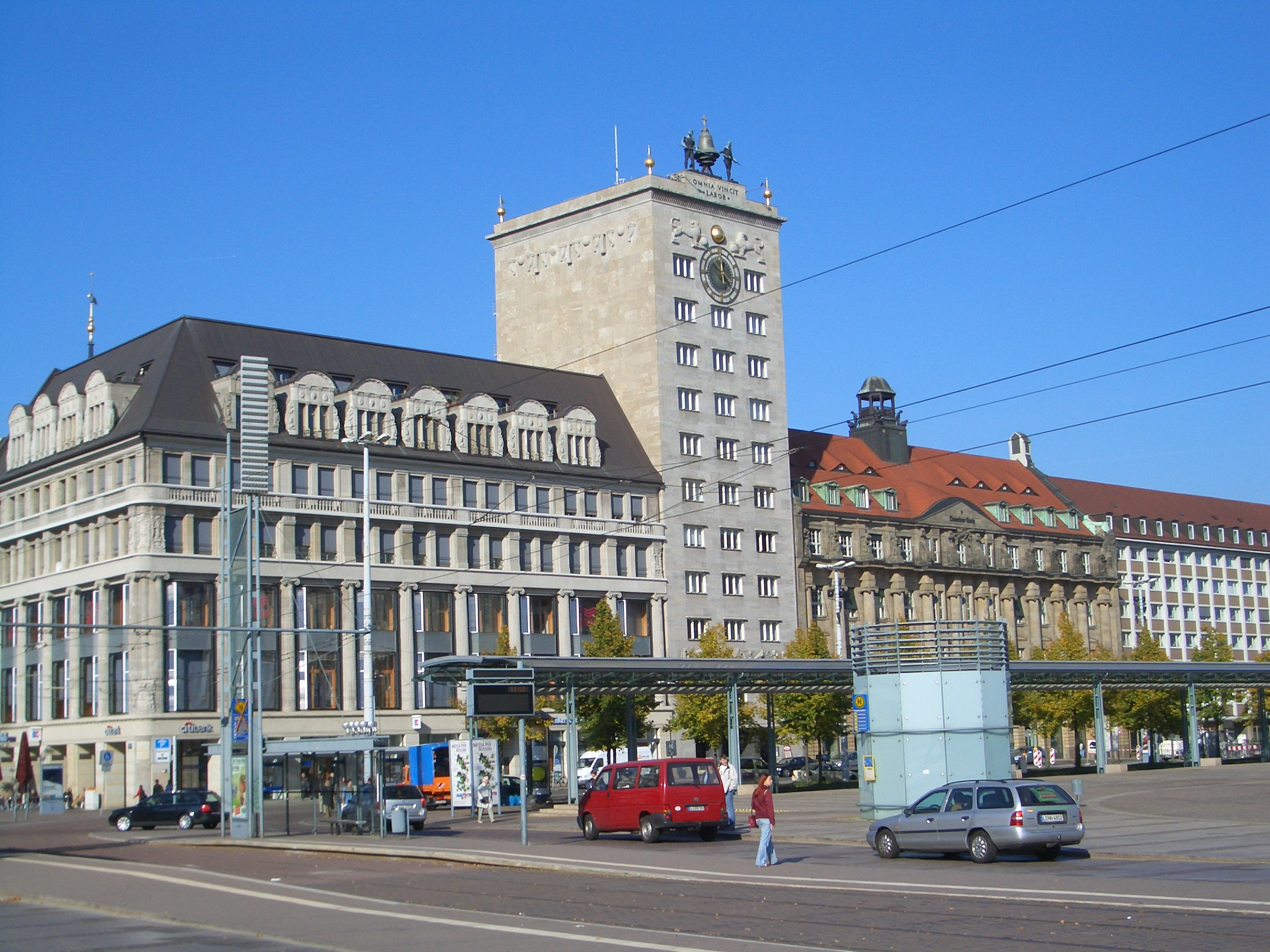
Westseite des Augustusplatzes mit Königsbau, Krochhochhaus und Franz-Mehring-Haus (2005)

Das Franz-Mehring-Haus (auch einfach Mehring-Haus) ist ein Geschäftshaus in der Innenstadt von Leipzig. Der Name geht auf die Buchhandlung Franz Mehring zurück, die über 60 Jahre hier beheimatet war. Das Gebäude steht unter Denkmalschutz.

## Lage und Architektur
Das Franz-Mehring-Haus hat die Adresse Goethestraße 3–5. Es steht zwischen dem Krochhochhaus und dem von 1963 bis 1965 errichteten Neubau eines Studentenwohnheims. Es ist Teil der Bebauung der westlichen Seite des Augustusplatzes.
Das dem Reformstil zuzurechnende viergeschossige Gebäude steht auf einer Grundfläche von etwa 50 × 20 Meter, die auf der Rückseite um ein halbes Achteck von 10 Meter Kantenlänge erweitert ist. Die elfachsige Fassade der Stahlbetonskelettkonstruktion ist reich gegliedert und mit Natursteinen verkleidet.

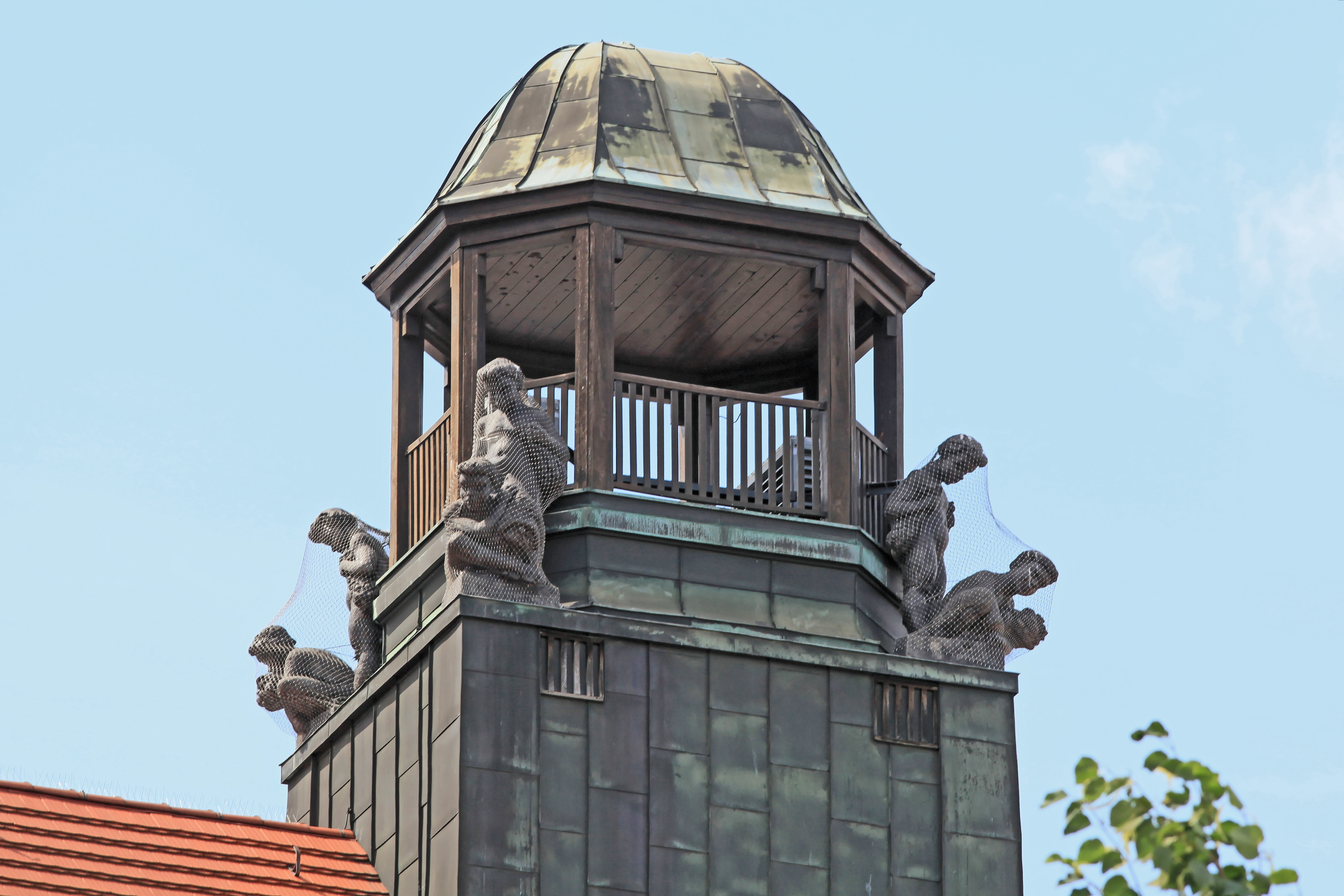
Der Dachreiter (2015)

Über dem rustifizierten Erdgeschoss mit hohen Bogenfenstern treten im ersten und zweiten Obergeschoss vollplastische ionische Säulen hervor. Über den jeweils vier äußeren stehen über einem verkröpften Gesims zwischen den Fenstern des dritten Obergeschosses Puttenfiguren. In den mittleren drei Achsen mit einem flachen Giebel und barockisierendem Schmuck im dritten Obergeschoss treten die Fenster erkerförmig hervor.
Das Satteldach trägt straßenseitig je zwei Vierergruppen von Giebel- und Fledermausgauben und mittig einen kupferverkleideten und von Putten bevölkerten Dachreiter mit Laterne. Der rückwärtige Anbau hat ein Flachdach mit einer Glaskuppel und ein als Mansarde ausgebautes viertes Obergeschoss. Der hintere Bauteil ermöglichte die Errichtung eines Kuppelsaals im Erdgeschoss.

## Geschichte

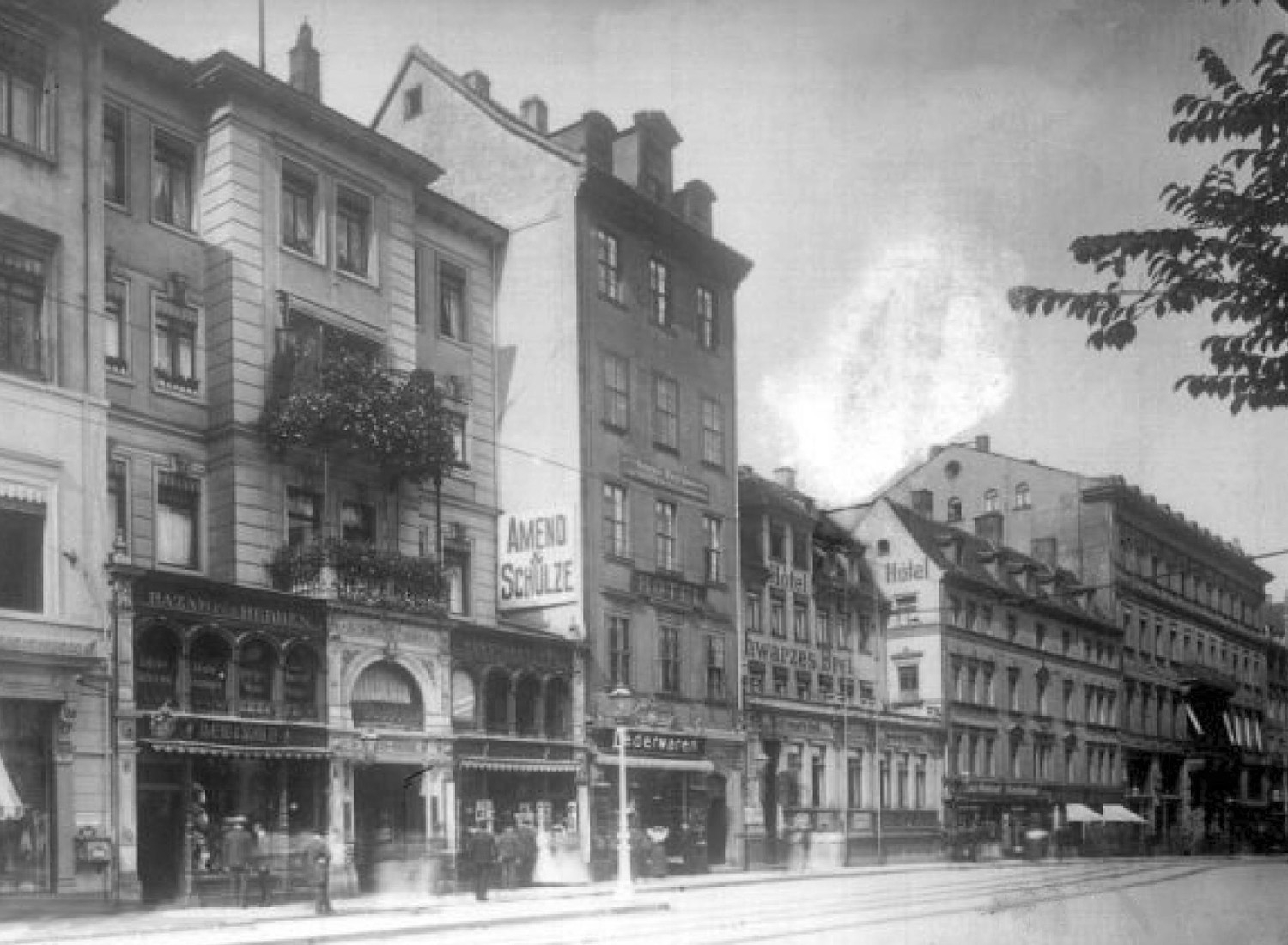
Die Vorgängerbauten um 1900

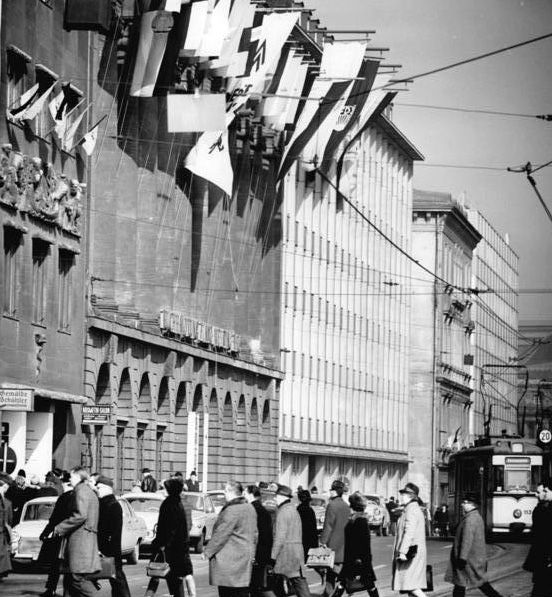
Das Franz-Mehring-Haus zur Frühjahrsmesse 1969

Der Bereich des Franz-Mehring-Hauses gehörte ehemals zum Großen Kolleg der Universität Leipzig, das an die Stadtmauer grenzte. Als diese gefallen war und im 19. Jahrhundert die Goethestraße entstand, wurden die Einzelgrundstücke auch von dieser Seite zugänglich und die Universität vermietete dort Häuser zu Wohn- und Gewerbezwecken. Auf den Grundstücken der Häuser Goethestraße 3 (Melone), 4 (Schwarzes Brett) und 5, die abgerissen wurden, wurde von 1910 bis 1911 nach Plänen des Architekten Martin Dülfer (1859–1942) ein Geschäftshaus errichtet, für das im Leipziger Adressbuch die Universität als Eigentümer eingetragen war. Neben dem Hauptmieter, der Dresdner Bank, gab es Rechtsanwaltsbüros und Geschäftsstellen von Betrieben der Kohleindustrie. Die Dresdner Bank blieb bis 1937 Nutzerin, dann zog die Sächsische Bank ein.
1944 erhielt der Bau einen Bombentreffer, der besonders den Dachbereich beschädigte. Nach dem Wiederaufbau erhielt das Gebäude den Namen Franz-Mehring-Haus. und wurde vorrangig von der Universität genutzt, in deren Besitz es 1954 überging. Im August 1945 öffnete im Erdgeschoss die Buchhandlung Franz-Mehring-Haus, zunächst bis 1952 als Abteilung des „Vertriebs Wissenschaft und Literatur“ (zum KPD-Verlag Neuer Weg gehörend). Sie war mit 2.000 m² die größte in der DDR. Ihr war auch ein Antiquariat angeschlossen. 2003 musste die Buchhandlung den Weg in die Insolvenz antreten, aus der sie im selben Jahr von der Buch & Kunst-Gruppe, später Teil der Thalia-Gruppe, übernommen wurde. Nachdem die Dresdner Bank das Gebäude 1993 erworben hatte, zog die Buchhandlung in ein Nachbargebäude. Sie existierte bis zum 17. Januar 2009, als sie aus wirtschaftlichen Gründen geschlossen werden musste. Weitere Nutzer des Gebäudes waren die Universität Leipzig und die Sächsische Akademie der Wissenschaften.
1993 erwarb die Dresdner Bank das Gebäude vom Freistaat Sachsen, die dort angesiedelten Universitätseinrichtungen mussten ausziehen, und zog nach einer Sanierung in den Jahren 1994 bis 1996 dort ein. Ab 2009 wurde die Filiale von der Commerzbank weiterbetrieben. Nachdem diese ihre Filiale geschlossen hatte, wird es seit Anfang 2022 von der Universität Leipzig genutzt.